# GSP TV
GSP TV (versiunea TV a ziarului Gazeta Sporturilor)  a fost un canal de televiziune privat comercial din România, axat pe emisiuni sportive. A fost lansat pe 26 iulie 2008, deținut de compania Antena TV Group.
Din 14 septembrie 2012 GSP TV a devenit un post pentru bărbați.
Începând cu data de 3 aprilie 2014 la ora 09:00 postul de televiziune și-a schimbat numele în ZU TV.

## Clonele
GSP TV a fost împărțit la început în GSP TV, GSP TV 2 și GSP TV 3, ca unica soluție găsită de RCS și Intact, companiile care au câștigat drepturile de televizare a meciurilor din Liga I, deoarece unele meciuri aveau loc în același timp cu altele.
Companiile voiau și un GSP TV 4, dar au renunțat la idee, deoarece au difuzat al patrulea meci suprapus, la Antena 1.

## Controverse
- Telesport, alt canal de sport, deținut de Realitatea TV (televiziunea-sponsor media ales de LPF pentru Liga I, în ciuda faptului că Antena 1 a câștigat drepturile de difuzare) a acuzat RCS că „...scoate un post de televiziune, pentru a-l înlocui cu altul nelansat încă...”
- Din 23 mai 2011 și până pe 14 ianuarie 2012 postul nu s-a mai recepționat în rețeaua RCS & RDS.

## Sporturi difuzate
- Fotbal
- Rugby
- Tenis
- Tenis de masă
- Altele